# 佩勒伊
佩勒伊（法語：Perreuil，法語發音：[pɛʁœj]）是法国索恩-卢瓦尔省的一个市镇，属于欧坦区。

## 地理
佩勒伊（46°49'8"N, 4°34'5"E）面积9.16 平方千米，位于法国勃艮第-弗朗什-孔泰大區索恩-卢瓦尔省，该省份为法国中部省份，北起顺时针与科多尔省、汝拉省、安省、罗讷省、卢瓦尔省、阿列省和涅夫勒省接壤。
与佩勒伊接壤的市镇（或旧市镇、城区）包括：圣让德特雷济、埃塞尔泰讷、莫雷、德讷河畔圣贝兰。

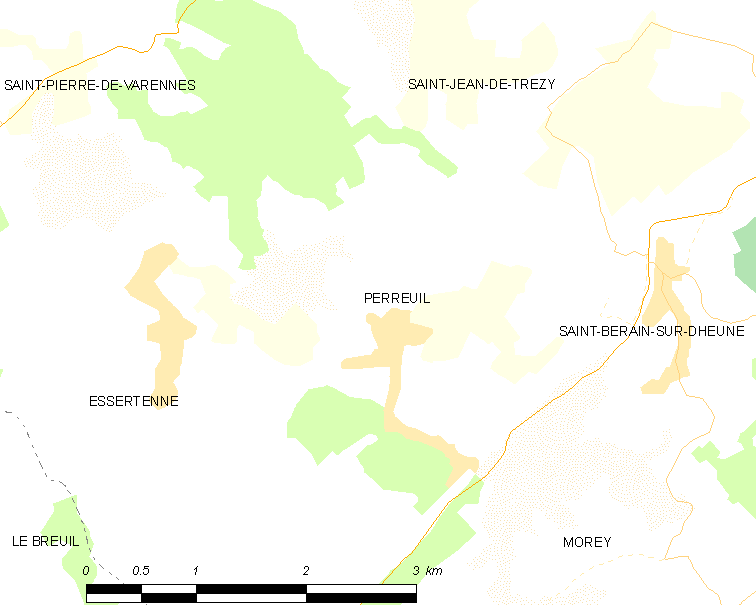
佩勒伊的OSM定位图

佩勒伊的时区为UTC+01:00、UTC+02:00（夏令时）。

## 行政
佩勒伊的邮政编码为71510，INSEE市镇编码为71347。

## 政治
佩勒伊所属的省级选区为沙尼县。

## 人口

1962-2008年间佩勒伊人口变化图示

佩勒伊于2022年1月1日时的人口数量为565人。